# Premio Fair Play de la FIFA
El Premio Fair Play de la FIFA es un reconocimiento concedido por la FIFA a todas aquellas personas o entidades que demuestran y fomentan una excelente conducta o actividad deportiva y profesional. Otorgado por primera vez en 1987, se ha concedido a individuos (incluso a título póstumo), equipos, aficionados, espectadores, asociaciones y federaciones de fútbol y de las comunidades futbolísticas. Se adjudican uno o más premios cada año, excepto en 1994, cuando no se asignó.

## Ganadores
| Año  | Ganador                                                                                                 | Razón |
| ---- | --- | --- |
| 1987 | Afición del Dundee United F. C.                                                                         | Comportamiento ejemplar pese a perder contra el IFK Göteborg en la final de la Copa de la UEFA. |
| 1988 | Frank Ordenewitz                                                                                        | Por admitir que tocó la pelota con la mano dentro de su propia área durante un partido. |
| 1988 | Espectadores del Torneo Olímpico de fútbol de Seúl                                                      | Comportamiento ejemplar. |
| 1989 | Aficionados de Trinidad y Tobago                                                                        | Comportamiento ejemplar pese a perder su último partido del Campeonato de Naciones de la Concacaf. |
| 1990 | Gary Lineker                                                                                            | Por nunca recibir una tarjeta amarilla ni roja durante toda su carrera. |
| 1991 | Real Federación Española de Fútbol                                                                      | Por sus esfuerzos por implementar el juego limpio. |
| 1991 | Jorginho                                                                                                | Comportamiento ejemplar tanto dentro como fuera de la cancha. |
| 1992 | Real Federación Belga de Fútbol                                                                         | Por promover el juego limpio con su campaña “Fútbol en Paz”. |
| 1993 | Nándor Hidegkuti                                                                                        | Comportamiento ejemplar tanto dentro como fuera de la cancha. |
| 1993 | Asociación de Fútbol de Zambia                                                                          | Por su insistencia en seguir jugando tras el desastre aéreo del equipo nacional de Zambia en 1993. |
| 1994 | No entregado                                                                                            | |
| 1995 | Jacques Glassmann                                                                                       | Por su valentía al denunciar el escándalo de sobornos entre equipos de la liga francesa. |
| 1996 | George Weah                                                                                             | Por sus esfuerzos en transmitir el mensaje del juego limpio. |
| 1997 | Espectadores irlandeses del partido preliminar de la Copa Mundial ante Bélgica                          | Comportamiento ejemplar pese a perder el encuentro. |
| 1997 | Jozef Zovinec                                                                                           | Por no haber recibido ninguna tarjeta amarilla ni roja durante sus más de 60 años de carrera amateur. |
| 1997 | Julie Foudy                                                                                             | Por sus campañas contra el trabajo infantil. |
| 1998 | Federación de Fútbol de los Estados Unidos                                                              | Comportamiento ejemplar durante su enfrentamiento durante la Copa Mundial de Fútbol de 1998 pese al conflicto entre países. |
| 1998 | Federación de Fútbol de la República Islámica de Irán                                                   | Comportamiento ejemplar durante su enfrentamiento durante la Copa Mundial de Fútbol de 1998 pese al conflicto entre países. |
| 1998 | Asociación Irlandesa de Fútbol                                                                          | Por reunir a las comunidades católicas y protestantes durante un evento deportivo. |
| 1999 | Comunidad de fútbol de Nueva Zelanda                                                                    | Por su esfuerzo al realizar la Copa Mundial de Fútbol Sub-17 de 1999. |
| 2000 | Lucas Radebe                                                                                            | Por su trabajo pedagógico fuera de la cancha. |
| 2001 | Paolo Di Canio                                                                                          | Por tocar el balón con sus manos al percatarse de que el arquero rival estaba en el suelo. |
| 2002 | Comunidad de fútbol de Japón y República de Corea                                                       | Por demostrar hermandad y compañerismo al decidir organizar conjuntamente la Copa Mundial. |
| 2003 | Afición del Celtic de Glasgow                                                                           | Comportamiento ejemplar pese a haber perdido la final de la Copa de la UEFA. |
| 2004 | Confederación Brasileña de Fútbol                                                                       | Reconocimiento al "Partido de la Paz" organizado junto a Haití, donde se ofrecieron entradas a cambio de armas. |
| 2005 | Comunidad de fútbol de Iquitos                                                                          | Por su esfuerzo al realizar la Copa Mundial de Fútbol Sub-17 de 2005. |
| 2006 | Fanes de la Copa Mundial de Fútbol                                                                      | Demostración de juego limpio y respeto mutuo tanto dentro y fuera de los estadios. |
| 2007 | F. C. Barcelona                                                                                         | Por rechazar lucrativos acuerdos de patrocinio y en su lugar llevar el logotipo de UNICEF. |
| 2008 | Federación de Fútbol de Armenia y Federación Turca de Fútbol                                            | Por fomentar el diálogo entre dos países que de otro modo no tendrían ningún tipo de relación diplomática. |
| 2009 | Bobby Robson                                                                                            | Premiado póstumamente por el compromiso con el juego limpio demostrado a lo largo de su carrera como jugador y entrenador. |
| 2010 | Selección femenina sub-17 de Haití                                                                      | Por su insistencia en seguir jugando pese al Terremoto de 2010. |
| 2011 | Asociación Japonesa de Fútbol                                                                           | Por su insistencia en seguir jugando y ganar la Copa Mundial Femenina de Fútbol de 2011 mientras soportaban el terremoto de ese año. |
| 2012 | Federación de Fútbol de Uzbekistán                                                                      | Por promover el juego limpio. |
| 2013 | Federación de Fútbol de Afganistán                                                                      | Por aún mantenerse vigente y seguir dando un mensaje de solidaridad pese a las guerras. |
| 2014 | Voluntarios de la Copa Mundial de Fútbol 2014                                                           | Por su trabajo, apoyo incansable, entusiasmo y pasión por el juego como lo demostraron durante el torneo. |
| 2015 | Todas las organizaciones y clubes de fútbol del mundo entero que trabajan para ayudar a los refugiados. | Por su trabajo en ayudar a los refugiados de distintos conflictos. El premio fue recibido por Gerald Asamoah, quien hace campaña por el bienestar de los refugiados. |
| 2016 | Atlético Nacional                                                                                       | Por solicitar a la Conmebol que se le entregue el título de la Copa Sudamericana 2016 a Chapecoense, tras el accidente aéreo donde murieron gran parte de su plantel. |
| 2017 | Francis Koné                                                                                            | Salvó la vida de un oponente administrándole primeros auxilios en el campo después de una colisión. |
| 2018 | Lennart Thy                                                                                             | Se perdió un partido para donar sangre a un receptor que necesitaba urgentemente células madre compatibles para el tratamiento de la leucemia. |
| 2019 | Marcelo Bielsa y jugadores del Leeds United                                                             | Después de que anotaran mientras el Aston Villa tenía un jugador lesionado en el campo, permitieron que el Aston Villa anotara un gol también. |
| 2020 | Mattia Agnesi                                                                                           | Administró primeros auxilios a un oponente que perdió el conocimiento luego de una colisión en el campo. |
| 2021 | Selección masculina de Dinamarca                                                                        | Por proteger y administrar primeros auxilios a Christian Eriksen tras desvanecerse durante un partido de la fase de grupos de la Eurocopa 2020. |
| 2022 | Luka Lochoshvili                                                                                        | Por administrar primeros auxilios a Georg Teigl tras desplomarse durante un partido. |
| 2023 | Confederación Brasileña de Fútbol                                                                       | En un amistoso contra Guinea en junio de 2023, cambiaron sus tradicionales camisetas amarillas por unas totalmente negras para concientizar sobre el racismo. |
| 2024 | Thiago Maia                                                                                             | Fue captado en video rescatando a una anciana de un edificio inundado cargándola sobre su espalda. El video, en el que se ve a Maia vadeando aguas inundadas que le llegaban hasta el cuello, rápidamente se volvió viral y atrajo admiración en todo Brasil y el mundo. |